# Hypocrisias punctatus
Hypocrisias punctatus là một loài bướm đêm thuộc phân họ Arctiinae, họ Erebidae.